# Branko Miljuš
Branko Miljuš (né le 17 mai 1960 à Knin à l'époque en Yougoslavie, aujourd'hui en Croatie) est un joueur de football international yougoslave (croate), qui évoluait au poste de défenseur.

## Biographie

### Carrière en club
Avec le club de l'Hajduk Split, il remporte deux Coupes de Yougoslavie. Avec cette équipe, il participe à la Coupe de l'UEFA et à la Coupe des coupes.
Avec le club du Real Valladolid, il dispute 26 matchs en première division espagnole, inscrivant un but. Enfin avec l'équipe du Vitória Setúbal, il joue 44 matchs dans les championnats professionnels portugais, inscrivant 6 buts.

### Carrière en sélection
Avec l'équipe de Yougoslavie, il joue 14 matchs (pour aucun but inscrit) entre 1984 et 1988.
Il joue son premier match en équipe nationale le 2 juin 1984 en amical contre le Portugal et son dernier le 27 avril 1988 contre l'Irlande, toujours en amical. 
Il figure dans le groupe des sélectionnés lors du championnat d'Europe de 1984. Lors de la compétition qui se déroule en France, il dispute deux matchs, un à Lyon et l'autre à Saint-Étienne.
Il participe également aux Jeux olympiques de 1984 organisés aux États-Unis. Lors du tournoi olympique, il joue 5 matchs. La sélection yougoslave remporte la médaille de bronze en battant l'Italie.
Il joue enfin deux matchs contre le Luxembourg puis la France comptant pour les tours préliminaires de la coupe du monde 1986.

## Palmarès
| Hajduk Split - Championnat de Yougoslavie : - Vice-champion : 1980-81, 1982-83 et 1984-85. - Coupe de Yougoslavie (2) : - Vainqueur : 1983-84 et 1986-87. |  | Yougoslavie - Jeux olympiques : - Bronze : 1984. |